# HD58260
HD58260 — хімічно пекулярна зоря спектрального класу B3, що має видиму зоряну величину в смузі V приблизно  6,7.
Вона  розташована на відстані близько 2695,5 світлових років від Сонця.

## Пекулярний хімічний склад
Зоряна атмосфера HD58260 має підвищений вміст 
He
.

## Магнітне поле
Спектр даної зорі вказує на наявність магнітного поля у її зоряній атмосфері.
Напруженість повздовжної компоненти поля оціненої з аналізу
крил ліній Бальмера
становить 2291,2± 301,7 Гаус.